# Wieczór letni
Wieczór letni – wspomnienie Ukrainy (Szara godzina) – obraz olejny namalowany w 1875 przez Józefa Chełmońskiego. Jest to najdrożej sprzedana praca artysty w historii. Znajduje się w Muzeum Narodowym w Poznaniu.

## Historia
Jesienią 1874 Chełmoński wynajął pracownię w Hotelu Europejskim w Warszawie, którą dzielił wraz z Adamem Chmielowskim i Stanisławem Witkiewiczem. Wieczór letni zaczął malować w swoim najlepszym okresie twórczości, z którego pochodzi m.in. Babie lato. Obraz powstał na szkicu Antoniego Adama Piotrowskiego, co zostało wykazane na podstawie zdjęcia rentgenowskiego. Pochodzi on z 1875 roku i prawdopodobnie stanowi szkic do obrazu Pękający lód z 1883 roku, który znajduje się w zbiorach prywatnych.
Po pierwszej wystawie dzieła w lutym 1875 w warszawskim Towarzystwie Zachęty Sztuk Pięknych, obraz spotkał się przeważnie z negatywnymi ocenami. Chełmoński w celu ominięcia krytyki wprowadził w nim kilka zmian, jednak bez zamierzonego skutku. Dzieło zyskało uznanie dopiero po powrocie artysty do Paryża, gdzie w 1889 na Wystawie Światowej otrzymał nagrodę Grand Diplôme d’Honneur.
W 1890 obraz zaginął bez wieści po publicznej prezentacji na indywidualnej wystawie artysty w warszawskim Towarzystwie Zachęty Sztuk Pięknych. Podczas II wojny światowej obraz był przechowywany na strychu Willi Złocieniec w Komorowie u rodziny Sławikowskich, przechodząc później na następne pokolenia. Po odrestaurowaniu obrazu przez właścicieli w 2023 wykazano autorstwo dzieła; 17 czerwca tego samego roku Muzeum Narodowe w Poznaniu zakupiło je na aukcji DESA Unicum za ostateczną kwotę 4,32 mln zł (nr inw. MNP Mp 3542). Jest to najwyższa cena osiągnięta za dzieło artysty (stan na październik 2024).
Muzeum Narodowe w Krakowie ma w swojej kolekcji dwa szkice do tegoż obrazu.

## Charakterystyka
Obraz namalowany techniką olejną na płótnie o wymiarach 61 na 114 cm, sygnowany w lewym dolnym rogu: J CHEŁMOŃSKI / 1875 r w Warszawie. Przedstawia ciemne pomieszczenie, a w nim młodą kobietę w białej sukni, zwróconą bokiem do widza, która opiera się o framugę okienną; jej pozycja może sugerować oczekiwanie lub znużenie. Jej ręce założone do tyłu trzymają sznurki kapelusza słomkowego z kokardą barwy niebieskiej. Jej włosy barwy brązowej są utrefione w dwa warkocze, pomiędzy nimi znalazły się wstążki barwy granatowej; ma także upiętą we włosach herbacianą różę. Na prawo od kobiety leży parasolka na podnóżku lub taborecie, dopasowana do jej stroju. W sąsiedniej izbie znajduje się mężczyzna w smokingu i w białej koszuli z fajką o długim cybuchu, obok niego stoi ledwo dostrzegalny służący. Pomiędzy pomieszczeniami siedzi czarny pies, który wygląda jak strażnik kobiety. Na podłodze leży czerwony dywan z niebieskim deseniem. Za oknem widać białego psa, a firanki porusza wiatr. Całość ma charakter oniryczny i nie przypomina scen z najpopularniejszych obrazów artysty.

## Krytyka
Jeden z artykułów w Kurierze Warszawskim skrytykował obraz za niedbałość, szkicowość oraz brak harmonii w kolorystyce.
Henryk Struve w czasopiśmie „Kłosy” odniósł się do obrazu, pisząc: 

Pan Chełmoński w ostatnich czasach zamieścił na naszej wystawie cztery obrazy: Wieczór letni [...] Pierwszy z tych obrazów należy jeszcze do owych kapryśnych wybryków, które tylko wskutek lekceważenia sztuki, publiczności i krytyki, mogły opuścić ściany pracowni i znaleźć pomieszczenie na wystawie publicznej. W oknie przy brudnych firankach siedzi jakaś nieforemna panna, tyłem do widza odwrócona, jak gdyby się na niego gniewała. Przez okno widać gwiazdę i psa. Na lewo, w czarnej jak piekło komórce, zasiadł jakiś wychudły mężczyzna, o fizyognomii wzdłuż wyciągniętej i karykaturalnie brzydkiej. Przed nim widać równie czarnego i wychudłego psa, z nosem na kwintę spuszczonym. Oto obraz, malowany zapewne po ciemku, w szarej godzinie, a nazwany tak sobie dla kaprysu „letnim wieczorem”! Poezyi prawdziwej, serdecznej, w tym utworze nie ma ani szczypty; istniała ona może w pierwszej koncepcyi artysty, lecz utonęła zupełnie w fantastycznej samowoli i manierze.

## Galeria

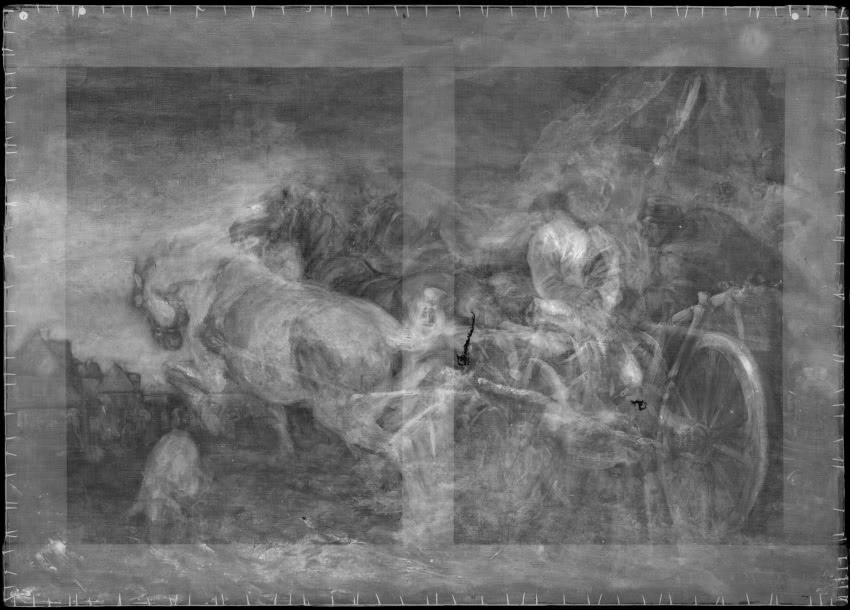
Zdjęcie rentgenowskie obrazu z widocznym szkicem autorstwa A.A. Piotrowskiego
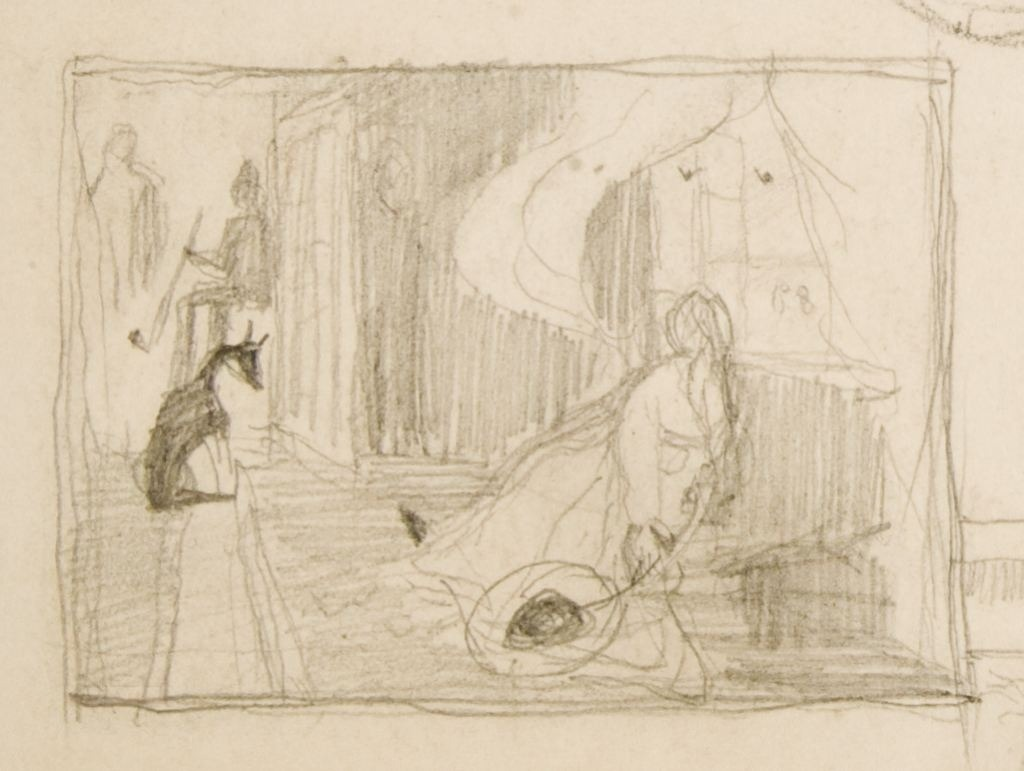
Rysunek do obrazu
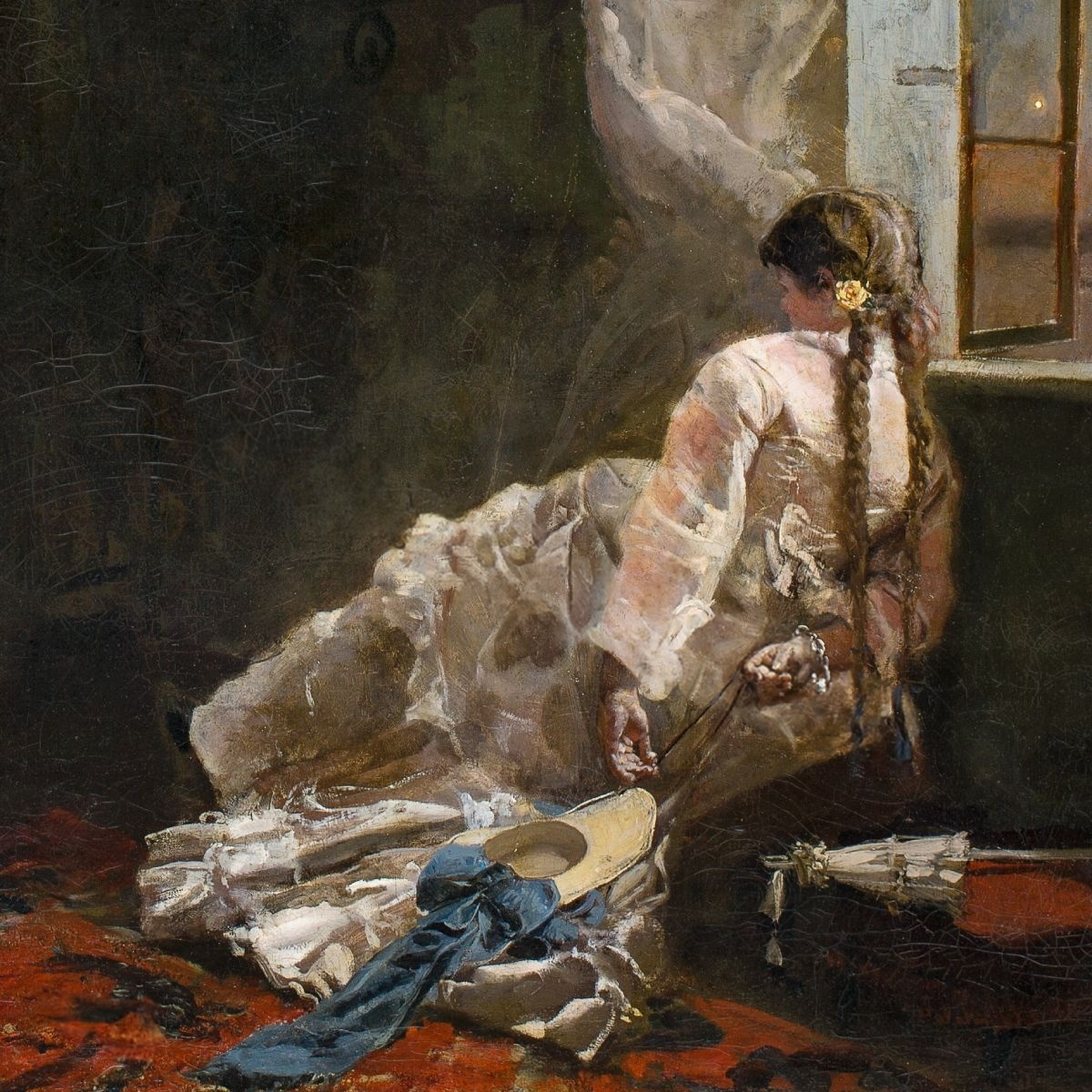
Detal, kobieta
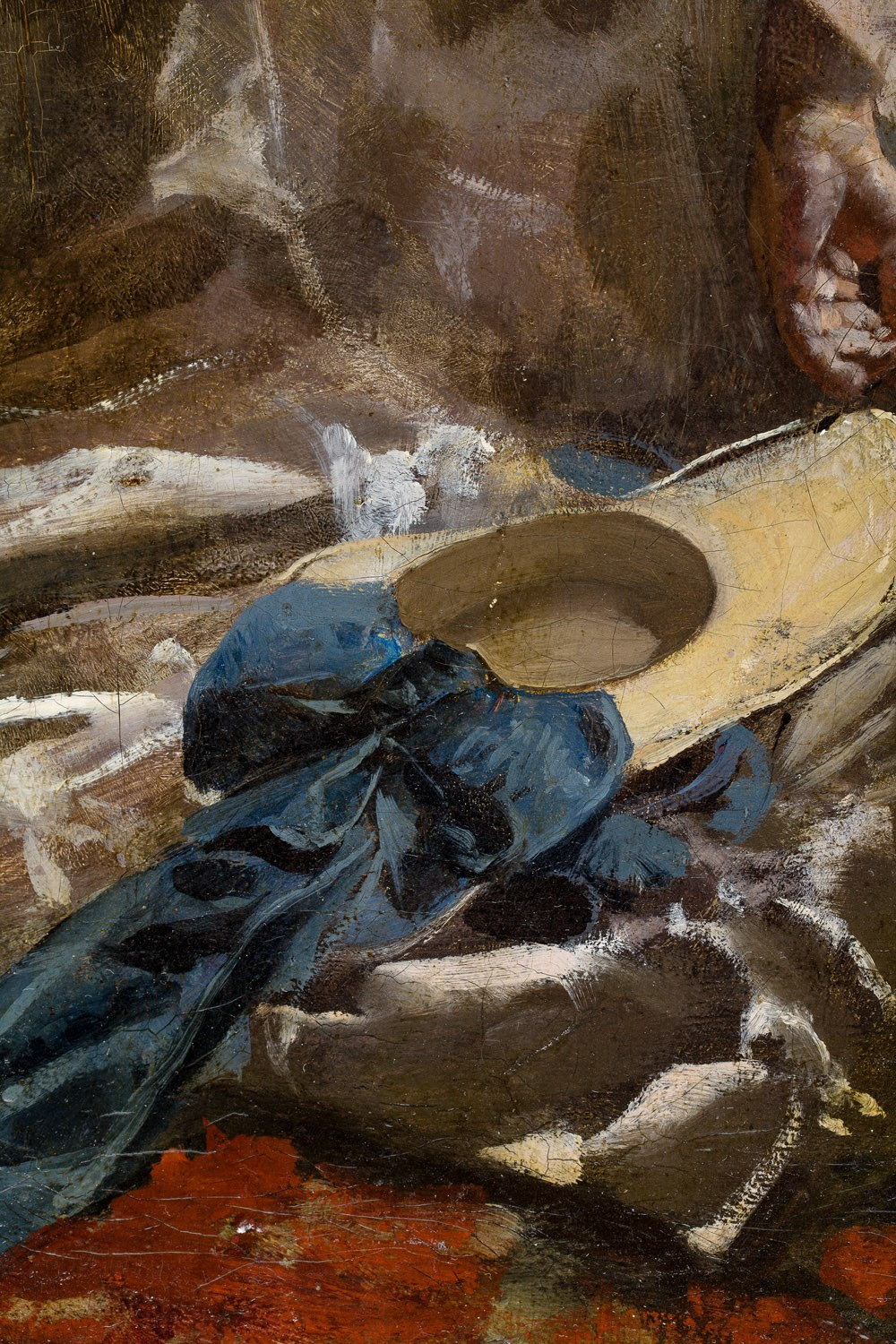
Detal, kapelusz
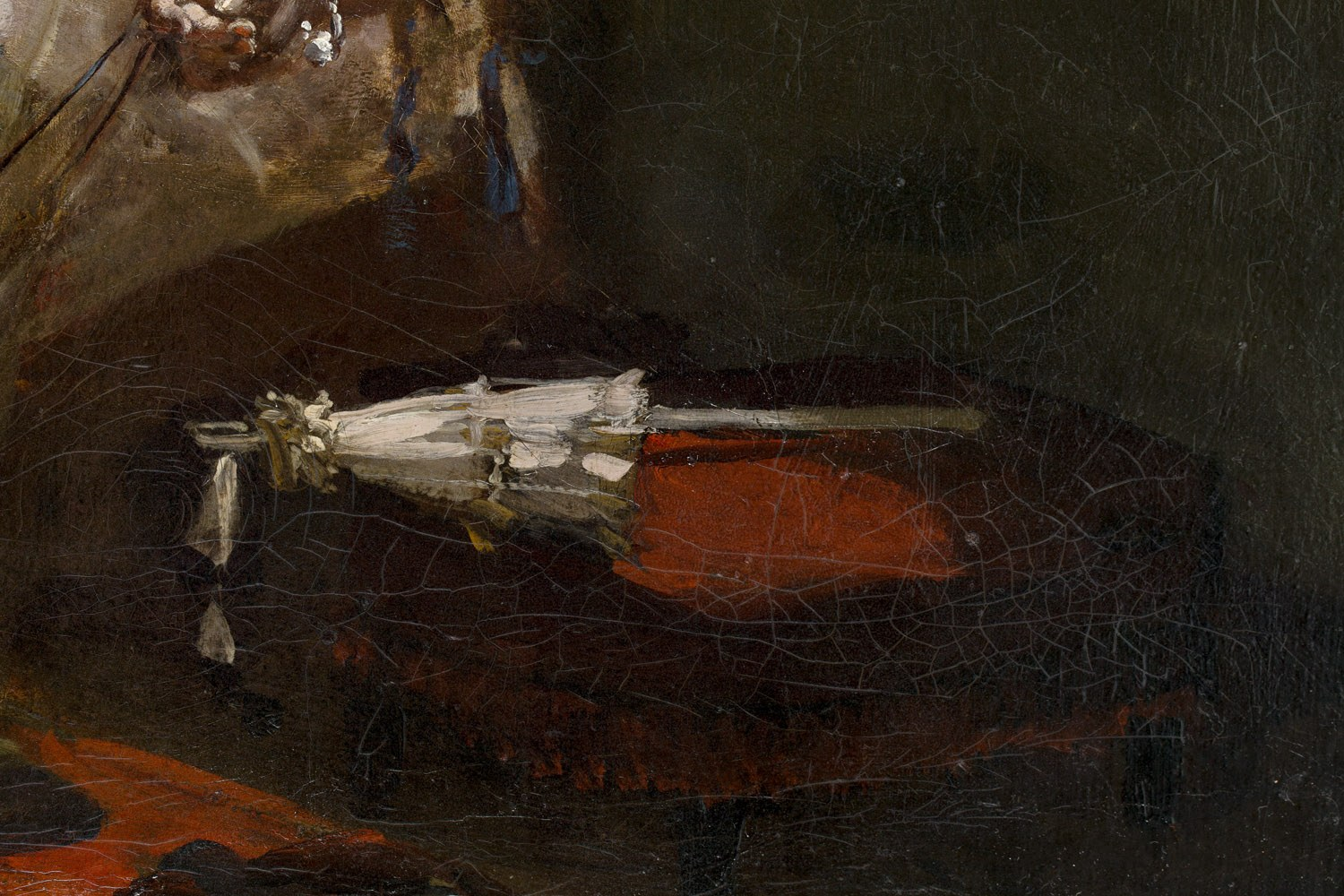
Detal, parasolka
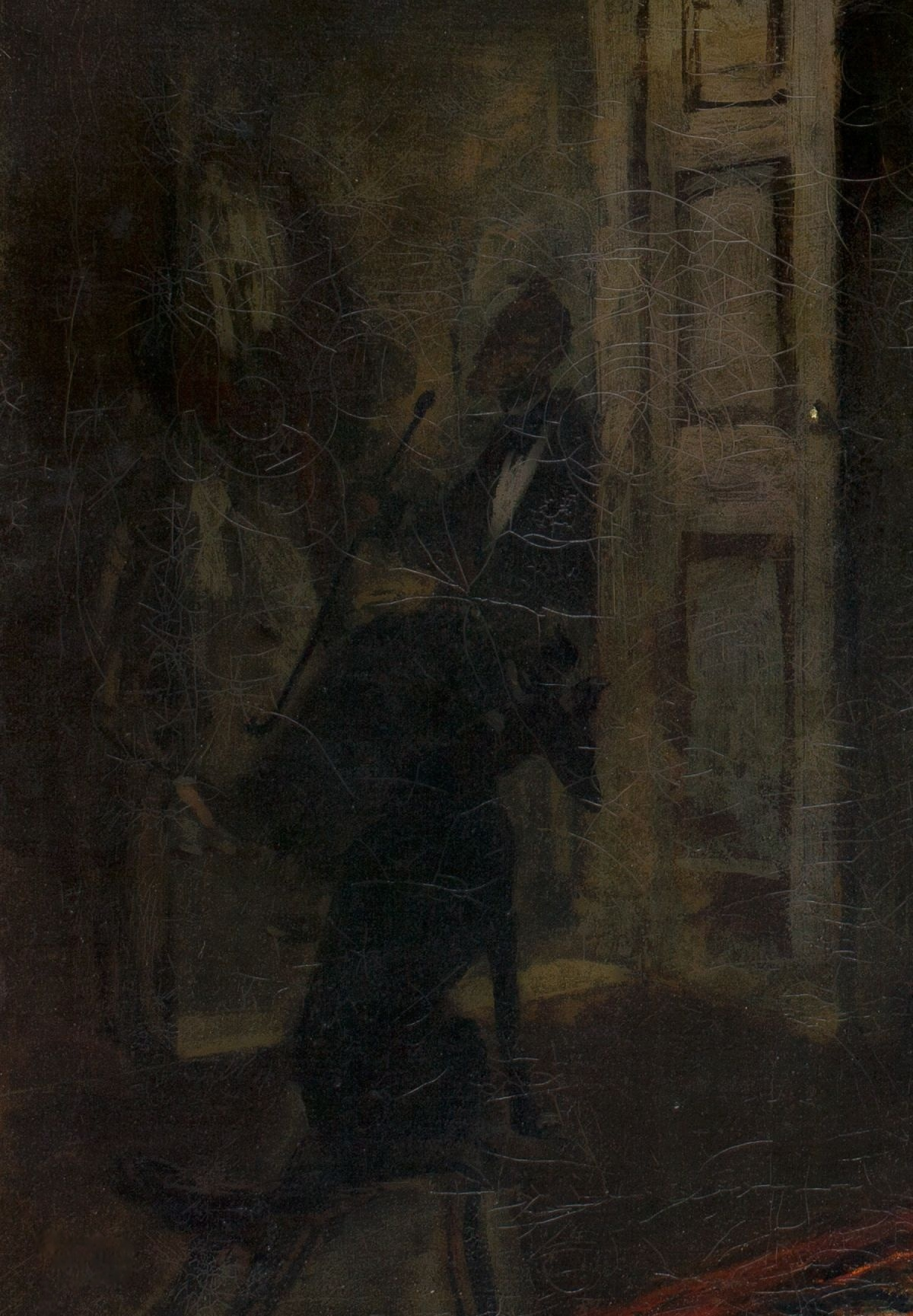
Detal, mężczyzna
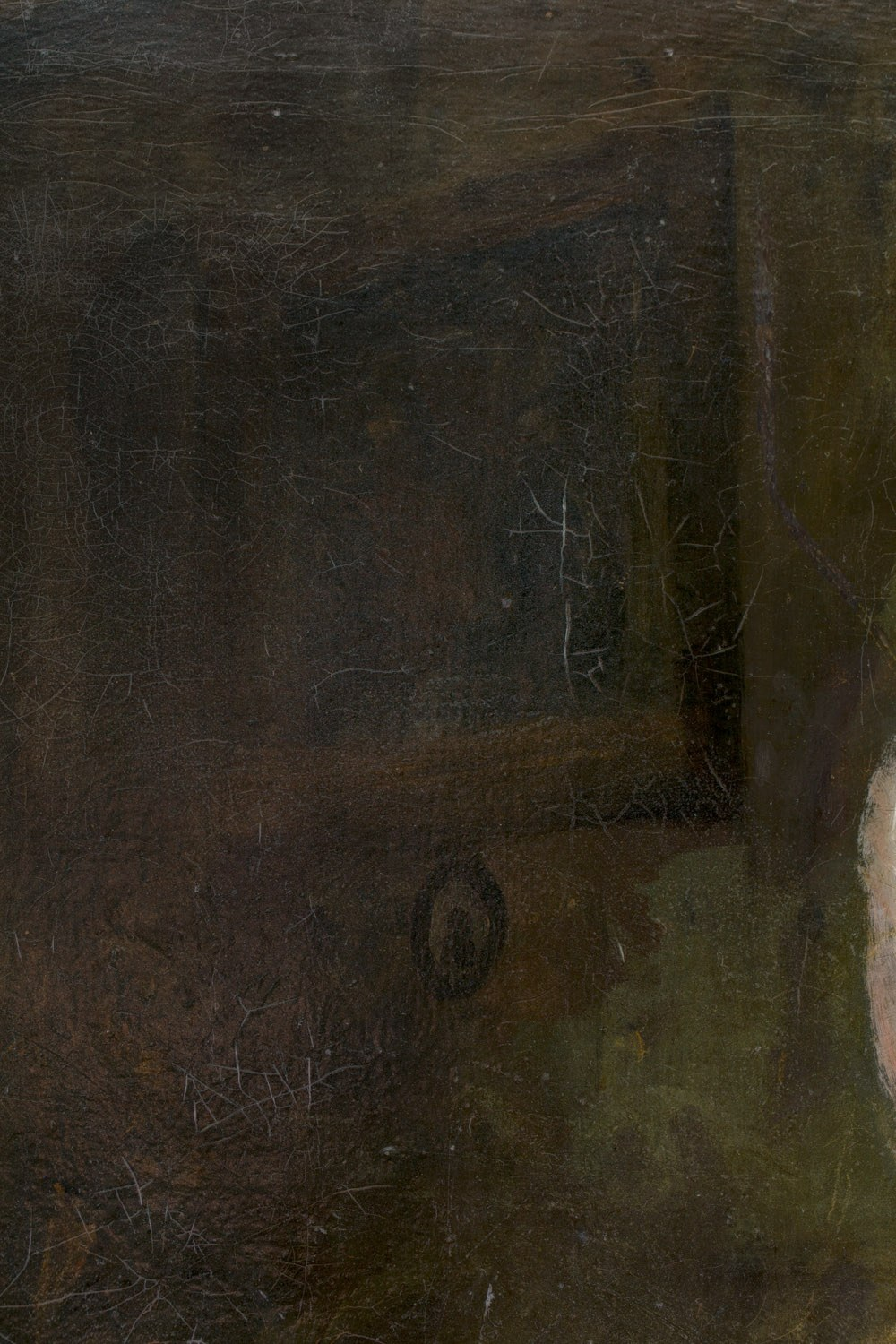
Detal, obraz na ścianie
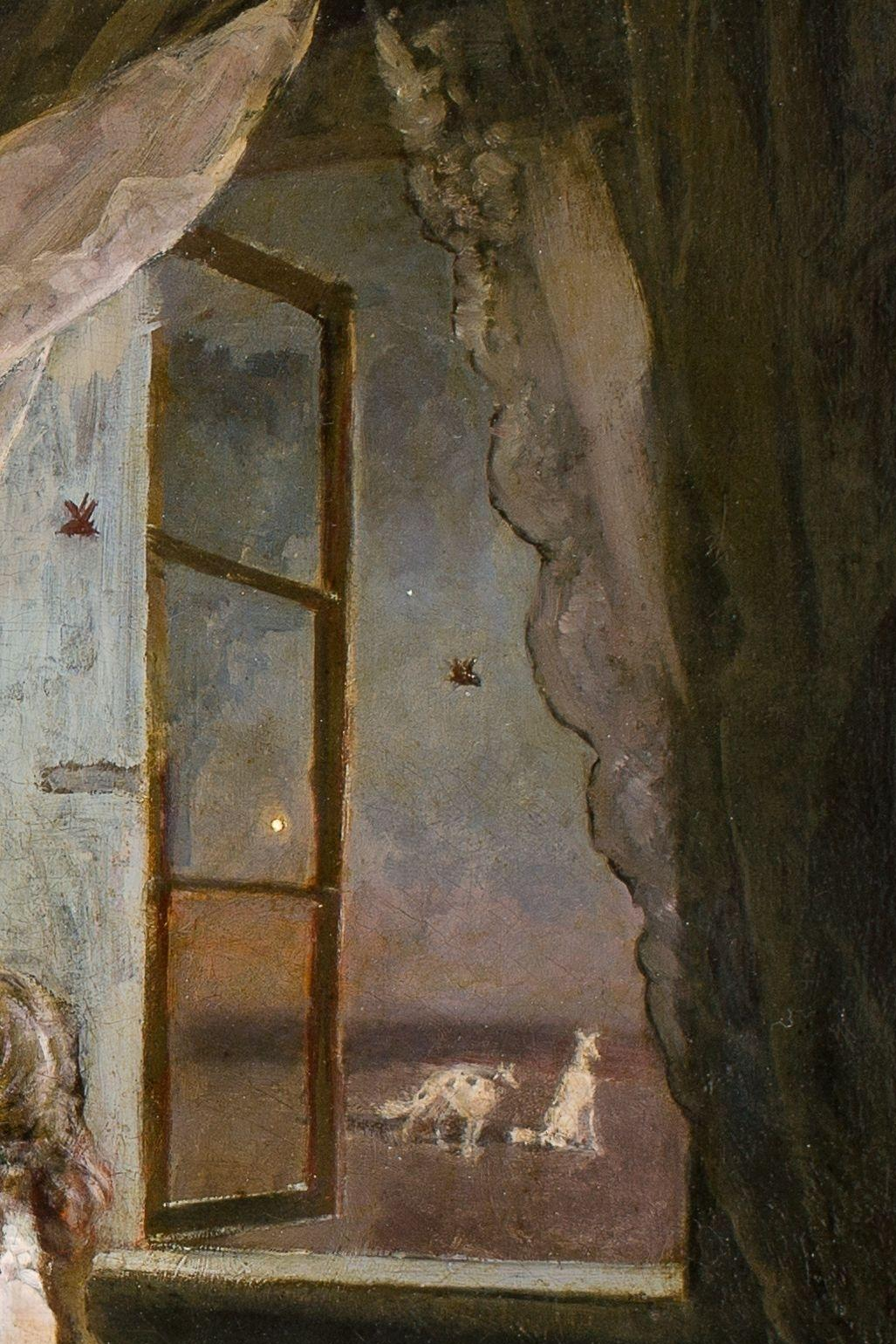
Detal, widok za oknem